# Abu Dhabi Golfkampioenschap
Het Abu Dhabi Golfkampioenschap - officieel het Abu Dhabi Golf Championship - is een golftoernooi in Verenigde Arabische Emiraten, dat in 2006 werd opgericht en deel uitmaakt van de Europese PGA Tour. Sindsdien wordt het toernooi gespeeld op de Abu Dhabi Golf Club, in Abu Dhabi.
Sinds 2011 is HSBC de titelsponsor.

## Winnaars
| Jaar                             | Winnaar                     | Score                       | Score                       | Info                        |
| Abu Dhabi Golf Championship      | Abu Dhabi Golf Championship | Abu Dhabi Golf Championship | Abu Dhabi Golf Championship | Abu Dhabi Golf Championship |
| -------------------------------- | --------------------------- | --------------------------- | --------------------------- | --------------------------- |
| 2006                             | Chris DiMarco               | 268                         | –20                         |                             |
| 2007                             | Paul Casey                  | 271                         | –17                         |                             |
| 2008                             | Martin Kaymer               | 273                         | –15                         |                             |
| 2009                             | Paul Casey                  | 267                         | –21                         |                             |
| 2010                             | Martin Kaymer               | 267                         | –21                         |                             |
| Abu Dhabi HSBC Golf Championship |                             |                             |                             |                             |
| 2011                             | Martin Kaymer               | 264                         | –24                         | Toernooirecord              |
| 2012                             | Robert Rock                 | 275                         | –13                         |                             |
| 2013                             | Jamie Donaldson             | 274                         | –14                         |                             |
| 2014                             | Pablo Larrazábal            | 274                         | –14                         |                             |
| 2015                             | Gary Stal                   | 269                         | –19                         |                             |
| 2016                             | Rickie Fowler               | 272                         | –16                         |                             |
| 2017                             | Tommy Fleetwood             | 271                         | –17                         |                             |
| 2018                             | Tommy Fleetwood             | 266                         | –22                         |                             |
| 2019                             | Shane Lowry                 | 270                         | –18                         |                             |
| 2020                             | Lee Westwood                | 269                         | –19                         |                             |
| 2021                             | Tyrrell Hatton              | 270                         | –18                         |                             |
| 2022                             | Thomas Pieters              | 278                         | –10                         |                             |

| Toernooirecord |